# ライデッケリナ
ライデッケリナ（学名：Lydekkerina ）は三畳紀前期の南アフリカとオーストラリア（当時のゴンドワナ大陸）に生息していた絶滅両生類。
学名はイギリスの古生物学者 Richard Lydekker にちなむ。

## 分類
三畳紀の分椎目に一般的だった「全椎型(Stereospondyli)」と呼ばれる、水中生活に適応して単純な円筒形になった椎骨を持つ。そのグループの中で最も原始的なリネスクス上科（ペルム紀後期-三畳紀前期）と、より発達したカピトサウルス上科（三畳紀全般）の双方と共通性を持ち、どちらに分類されることもある。

## 特徴
全長は最大で50センチメートル。カピトサウルス類の幼生といくつかの共通点があり、幼形成熟的な特徴を持つという。上方を向いた眼窩と単純化した脊椎から、水生だとずっと考えられてきたが、それにしては四肢が頑健で骨化程度が高く、近時は陸生だったのではないかという説も唱えられている。
化石はリストロサウルス（半水生とされる）やキノドン類のトリナクソドン（丘陵や河岸に穴を掘って暮らしていたとされる）と一緒に出土することが多く、魚類など水棲生物と一緒に出ることはない。おそらく繁殖地である水辺にほど近い陸上で生活していたものと推測される。